# Любша (гміна)
Гміна Любша (пол. Gmina Lubsza) — сільська гміна у південно-західній Польщі. Належить до Бжезького повіту Опольського воєводства.
Станом на 31 грудня 2011 у гміні проживало 9036 осіб.

## Площа
Згідно з даними за 2007 рік площа гміни становила 212.71 км², у тому числі:
- орні землі: 47.00%
- ліси: 46.00%

Таким чином, площа гміни становить 24.27% площі повіту.

## Населення
Станом на 31 грудня 2011:
| Опис     | Загалом | Загалом | Чоловіки | Чоловіки | Жінки | Жінки |
| -------- | ------- | ------- | -------- | -------- | ----- | ----- |
| одиниця  | осіб    | %       | осіб     | %        | осіб  | %     |
| все      | 9036    | 100     | 4544     | 50.29    | 4492  | 49.71 |
| міське   | 0       | 100     | 0        |          | 0     |       |
| сільське | 9036    | 100     | 4544     | 50.29    | 4492  | 49.71 |

## Сусідні гміни
Гміна Любша межує з такими гмінами: Бжеґ, Єльч-Лясковіце, Намислув, Олава, Попелюв, Скарбімеж, Сьверчув.